# نهائي كأس فرنسا 1938
نهائي كأس فرنسا 1938 هي المباراة النهائية من منافسة كأس فرنسا 1937–38 ‏، أقيمت المباراة في 8 مايو 1938، في بارك دي برينس، بين فريقي أولمبيك مارسيليا، ونادي ميتز، وفاز فيها أولمبيك مارسيليا، بعد أن هزم نادي ميتز، بنتيجة 2 - 1، وكان حكم المباراة Charles Munsch ‏.

## تفاصيل المباراة
لعبت المباراة النهائية في 8 مايو 1938.
| أولمبيك مارسيليا                         | 2 -1 | نادي ميتز |
| ---------------------------------------- | ---- | --------- |
| فيلموش كوهوت 49 ' · ايمانويل أثنار 118 ' |      | 84 '      |